# Balys Giedraitis
Balys Giedraitis (* 13. Januar 1890 in Riga; † 26. Juni 1941 in Tscherwen, Belarussische SSR) war ein litauischer Politiker und Militär.

## Leben
Von 1910 bis 1915 arbeitete er im Versicherungsunternehmen „Rossija“ in Riga (Lettland). Er nahm am Ersten Weltkrieg teil. 1916 absolvierte er die Militärschule in Moskau. Ab 1918 lebte er in Litauen. 1919 war er Freiwilliger in der Litauischen Armee und absolvierte 1923 die Hochschulkurse für Offiziere. Von  1924 bis 1927 war er litauischer Militärattaché in der Tschechoslowakei, von 1927 bis 1930 in Riga. Von 1930 bis 1934 war er Verteidigungsminister Litauens in der 15. Regierung, geleitet von Juozas Tūbelis. Er wurde nach der sowjetischen Okkupation Litauens von der Sowjetmacht festgenommen. Die Haftzeit verbrachte er im Gefängnis Kaunas und ab 1941 in Minsk. Er wurde vom NKWD bei einem Massaker in Tscherwen erschossen.

## Auszeichnungen
- 1923: Vyčio kryžius, 5. Stufe
- 1928: Gedimino ordinas, 3. Stufe